# Bristol Open
Il Bristol Open è stato un torneo di tennis disputato per la 1ª volta nel 1972 e poi dal 1981 al 1989. Si giocava a Bristol in Gran Bretagna su campi in erba la settimana prima del Torneo di Wimbledon. Prima dell'era Open era conosciuto come West of England Championships.

## Albo d'oro

### Singolare maschile
| Anno    | Vincitore            | Finalista         | Punteggio     |
| ------- | -------------------- | ----------------- | ------------- |
| 1971    | Torneo non terminato |                   |               |
| 1972    | Bob Hewitt           | Alejandro Olmedo  | 6–4, 6–3      |
| 1973-80 | Non disputato        | Non disputato     | Non disputato |
| 1981    | Mark Edmondson       | Roscoe Tanner     | 6–3, 5–7, 6–4 |
| 1982    | John Alexander       | Tim Mayotte       | 6–3, 6–4      |
| 1983    | Johan Kriek          | Tom Gullikson     | 7–6, 7–5      |
| 1984    | Johan Kriek          | Brian Teacher     | 6–7, 7–6, 6–4 |
| 1985    | Martin Davis         | Glenn Layendecker | 4–6, 6–3, 7–5 |
| 1986    | Vijay Amritraj       | Henri Leconte     | 7–6, 1–6, 8–6 |
| 1987    | Kelly Evernden       | Tim Wilkison      | 6–4, 7–6      |
| 1988    | Christian Saceanu    | Ramesh Krishnan   | 6–4, 2–6, 6–2 |
| 1989    | Eric Jelen           | Nick Brown        | 6–4, 3–6, 7–5 |

### Doppio maschile
| Anno      | Vincitori                       | Finalisti                      | Punteggio                     |
| --------- | ------------------------------- | ------------------------------ | ----------------------------- |
| 1971      | Doppio non disputato            | Doppio non disputato           | Doppio non disputato          |
| 1972      | Bob Hewitt Frew McMillan        | Clark Graebner Lew Hoad        | 6–3, 6–2                      |
| 1973-1980 | Non disputato                   | Non disputato                  | Non disputato                 |
| 1981      | Billy Martin Russell Simpson    | John Austin Johan Kriek        | 6–3, 4–6, 6–4                 |
| 1982      | Tim Gullikson Tom Gullikson     | Mark Edmondson Kim Warwick     | 6–4, 7–6                      |
| 1983      | John Alexander John Fitzgerald  | Tom Gullikson Johan Kriek      | 7–5, 6–4                      |
| 1984      | Larry Stefanki Robert Van't Hof | John Alexander John Fitzgerald | 6–4, 5–7, 9–7                 |
| 1985      | Eddie Edwards Danie Visser      | John Alexander Russell Simpson | 6–4, 7–6                      |
| 1986      | Christo Steyn Danie Visser      | Mark Edmondson Wally Masur     | 6–7, 7–6, 12–10               |
| 1987      | Doppio terminato nel 1º turno   | Doppio terminato nel 1º turno  | Doppio terminato nel 1º turno |
| 1988      | Peter Doohan Laurie Warder      | Marty Davis Tim Pawsat         | 2–6, 6–4, 7–5                 |
| 1989      | Paul Chamberlin Tim Wilkison    | Mike De Palmer Gary Donnelly   | 7–6, 6–4                      |

### Singolare femminile
| Anno | Vincitrice       | Finalista           | Punteggio |
| ---- | ---------------- | ------------------- | --------- |
| 1972 | Billie Jean King | Kerry Melville Reid | 6–3, 6–2  |

### Doppio femminile
| Anno | Vincitrici                    | Finalisti                     | Punteggio |
| ---- | ----------------------------- | ----------------------------- | --------- |
| 1972 | Helen Gourlay Karen Krantzcke | Rosie Casals Billie Jean King | 6–4, 6–2  |